# Blankennagel

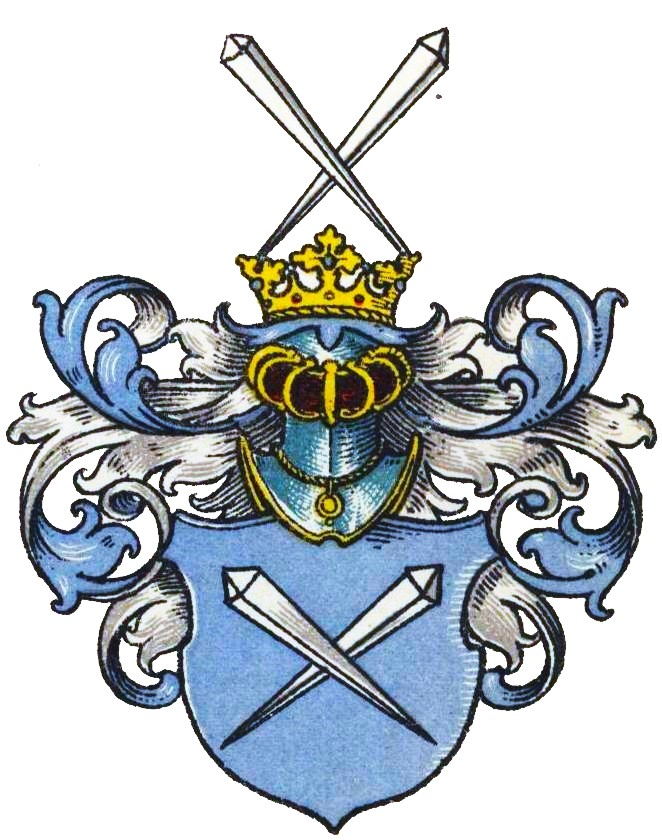
Wappen derer von Blankennagel

Die Herren von Blankennagel (auch: Blanckennagel) waren ein westfälisches, später auch deutsch-russisches Adelsgeschlecht.

## Geschichte
Das Geschlecht stammt der Grafschaft Mark und kam wohl um die Mitte des 16. Jahrhunderts nach Soest. 1556 erwarb Dietrich Blankennagel das Soester Bürgerrecht. Dort war die Familie zunächst ein honoratiorenmäßiges, dann patrizisch-stadtadeliges Geschlecht. Seit den 1570er/1580er Jahren waren sie in Person von Dietrich und Albert Blankennagel Zwölfer vor dem Soester Rat, dann Ratsherren im Rat. Albert Blankennagel war Soester Bürgermeister 1603–1605, 1607–1609, 1611–1613, 1615–1617 und 1619–1621. Er war wie sein Vater Besitzer einer Färberei und heiratete eine Dortmunder Honoratiorentochter aus der Familie Deging. Mit den Kindern bzw. Enkeln von Albrecht starb diese Linie der Soester Blankennagel bereits aus. Eine zweite Linie, die „Petrus-Linie“, bestand länger. Zwei Söhne der Eheleute Gerhard Blankennagel († 1675) und Anna Margaretha Osthoff aus Unna waren Offiziere geworden und hatten sich mit Adeligen verheiratet. Die beiden Söhne hießen Georg Thomas und Otto Eberhard.

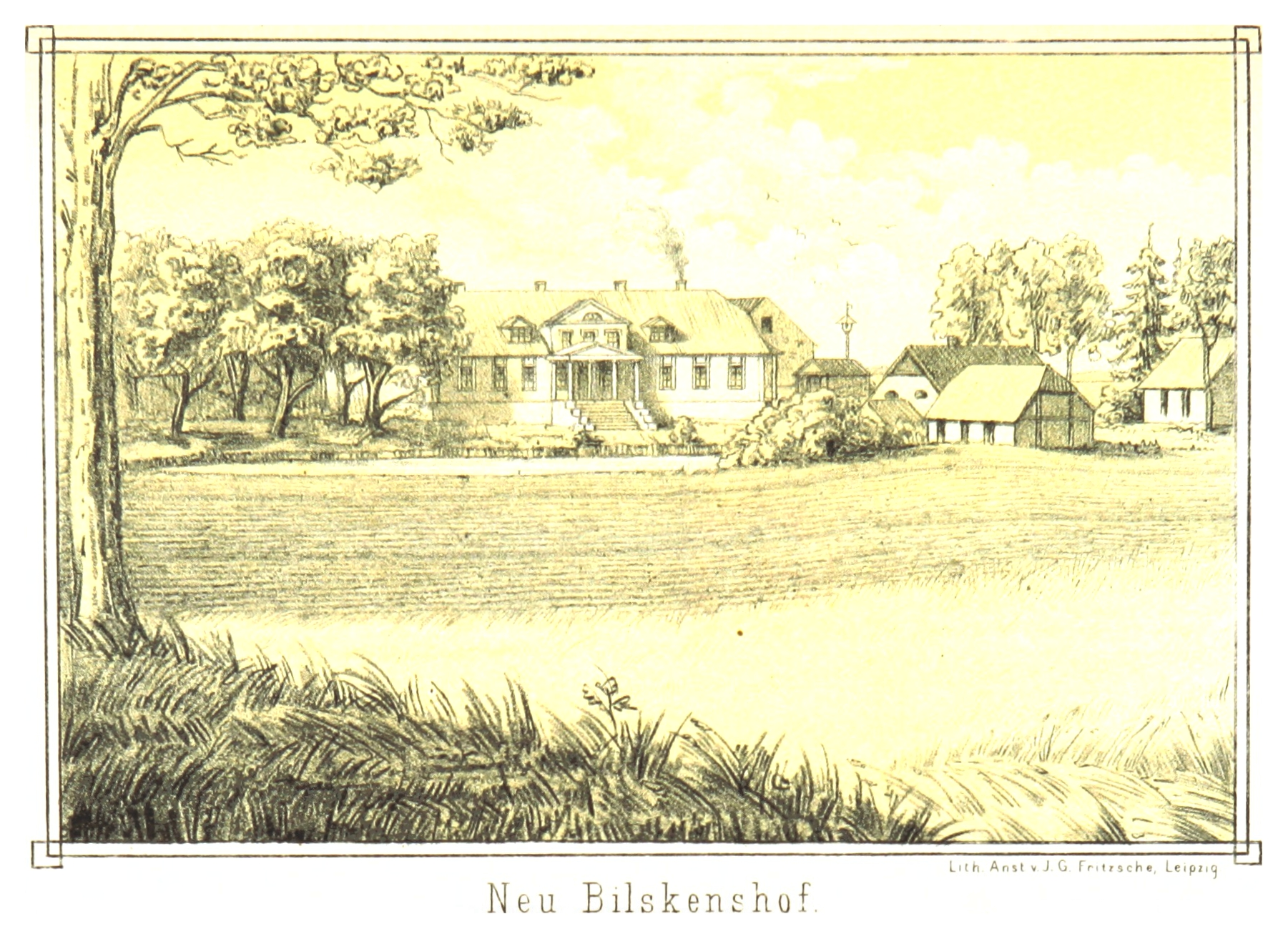
Gut Neu-Bilskenshof in Livland (1872)

Dem älteren Georg Thomas von Blankennagel († 1717), kurbrandenburgischer Oberst, wurde 1697 wegen seiner Tapferkeit in der Schlacht bei Zenta gegen die Türken von Kaiser Leopold I. der Adel erneuert. Er war verheiratet mit Elisabeth Anna von Brinken († 1725) und hatte vier Kinder: 1. N. N., Tochter († 1726), 2. Galant, 3. N. N., Tochter, 4. Johann Adelhard, russischer Oberst, heiratete 1727 Catharina Charlotte von Welkhausen zu Salze. Der Letzteren Kinder waren Charlotte (* 1729) und Sophie (* 1730). Darüber hinaus muss es weitere Nachfahren gegeben haben, denn Wassili Nasarowitsch Karasin (1773–1842), russischer Staatsmann und Schriftsteller, war mit Alexandra Wassiljewna Karasina, einer geborenen von Blankennagel (Stieftochter von E. I. Blankennagel (geb. Muchina)), verheiratet. Zu diesen Nachkommen dürften auch der russische Major Blankennagel und sein Bruder, Oberst Blankennagel, gehört haben. Ersterer erhielt 1697 vom russischen Kaiser Paul I. Gut Neu-Bilskenshof in Livland geschenkt. Ferner hatte eine Frau Oberstlieut. G. Elisabeth von Blankennagell 1731 das Gut Laisberg auf Oesel.
Otto Eberhard von Blankennagel (* 1657, † 1728), Hauptmann, wurde mit seinem Bruder geadelt. Er war in erster Ehe ab 1686 mit Maria Catharina Esbeck, Witwe Cubach, verheiratet, die jedoch kinderlos verstarb. In zweiter Ehe war er mit Anna Barbara Margaretha von Pöppinghausen zu Steinhaus aus Dortmunder Stadtadel verheiratet. Otto Eberhard war Mitglied der Sälzergenossenschaft zu Sassendorf, gelangte in den Soester Stadtadel und wurde Soester Bürgermeister 1719–1721 sowie 1727/28,. Die Eheleute hatten drei Kinder: 1. Sohn, in Brabant verstorben, 2. Galant Elisabeth Albertine (* 1695), heiratete 1741 Isac de Grandis, Hauptmann, 3. Hildebrand Otmar (* 1698), preußischer Hauptmann. Die Nachkommenschaft Otto Eberhards war Mitte des 18. Jahrhunderts bereits erloschen.
Das Geschlecht besaß den Rittersitz Ruer an der Ruhr bei Schwerte. Georg Thomas von Blankennagel errichtete das Herrenhaus Palmberg in Hattropholsen, einem Ortsteil von Soest. Außerdem besaß die Familie Haus Steinhausen im heutigen Dortmunder Stadtteil Holzen.

## Wappen
Blasonierung: In Blau zwei silberne mit den Spitzen nach unten gekehrte in Andreaskreuz gesetzte Nägel. Dieselben wiederholen sich über dem gekrönten Helm. Die Helmdecken sind blau-silber.